# Porsche 718
Der Porsche 718 ist ein Sportwagen der Dr.-Ing. h. c. F. Porsche KG. Er wurde 1957 aus dem Porsche 550 entwickelt und konnte als Rennwagen die Erfolge seines Vorgängers noch übertreffen.
Es gab ihn in zahlreichen Spyder-Varianten (RSK bis RS 61), außerdem entwickelte Porsche ihn zum Einsitzer für die Formel 2 und Formel 1 weiter. Privatfahrer fuhren den 718 noch bis 1964 in der Formel 1.

## Entwicklung
Äußerlich war er vom Vorgänger zunächst kaum zu unterscheiden. Die Verbesserungen steckten unter der Karosserie. Die Motoren und die Bremsanlage waren leistungsfähiger und vor allem war der Wagen leichter als der Porsche 550.
Die ersten Motoren leisteten zunächst 104 kW (142 PS) bei 7500/min. Die Leistung wurde bis zum Jahr 1961 weiter angehoben, so dass sie in dem letzten Porsche 718 bei einer Drehzahl von 8000/min bei 118 kW (160 PS) lag.

## Sportwagen-Erfolge
Schon beim 24-Stunden-Rennen von Le Mans 1958 konnte der Porsche 718 RSK sensationell den 3. und 4. Platz in der Gesamtwertung belegen, mit Jean Behra/Hans Herrmann im 1600er für die Zweiliter-Klasse sowie Edgar Barth/Paul Frère im 1500er. Der Porsche 550 A von Carel Godin de Beaufort/Herbert Linge ergänzte den Triumph, bei dem zwei der Dreiliter-Ferrari 250 TR „Testa Rossa“ auf die Plätze verwiesen wurden.
Erst 1966 fuhren die hubraumschwachen Porsche dort wieder aufs „Treppchen“.
Im Jahr 1960 gelang es Porsche mit Hans Herrmann/Olivier Gendebien erstmals, beim 12-Stunden-Rennen von Sebring, einem zweiten wichtigen Lauf zur Sportwagen-Weltmeisterschaft, einen Gesamtsieg zu erringen.
Ebenfalls siegreich waren die 718-RS-Versionen bei der Targa Florio 1959, 1960 und 1963. Dazwischen musste man sich den hubraumstärkeren Ferrari Dino 246SP beugen.
Mit dem Spyder gewann Porsche von 1958 bis 1961 zudem ununterbrochen die Europa-Bergmeisterschaft, gegen u. a. die Borgward mit ihren modernen Vierventil-Motoren.
Als Sportwagen-Nachfolger kam nach dem Rückzug aus der Formel 1 1963 der Porsche 904.

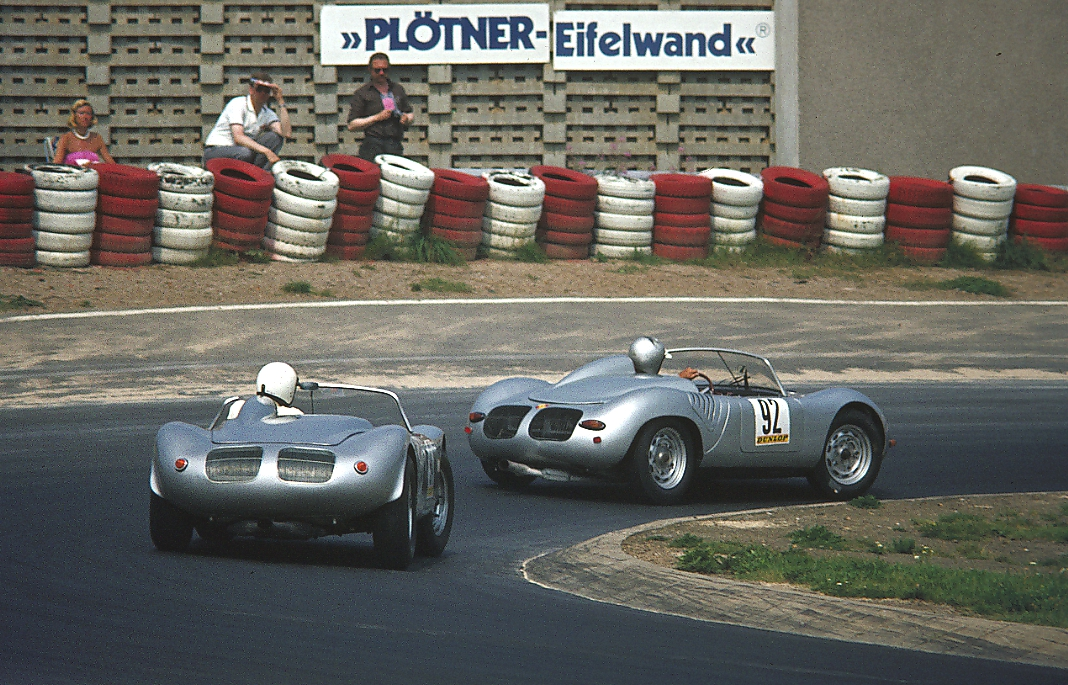
Porsche RSK 1981 beim Oldtimer-GP auf dem Nürburgring
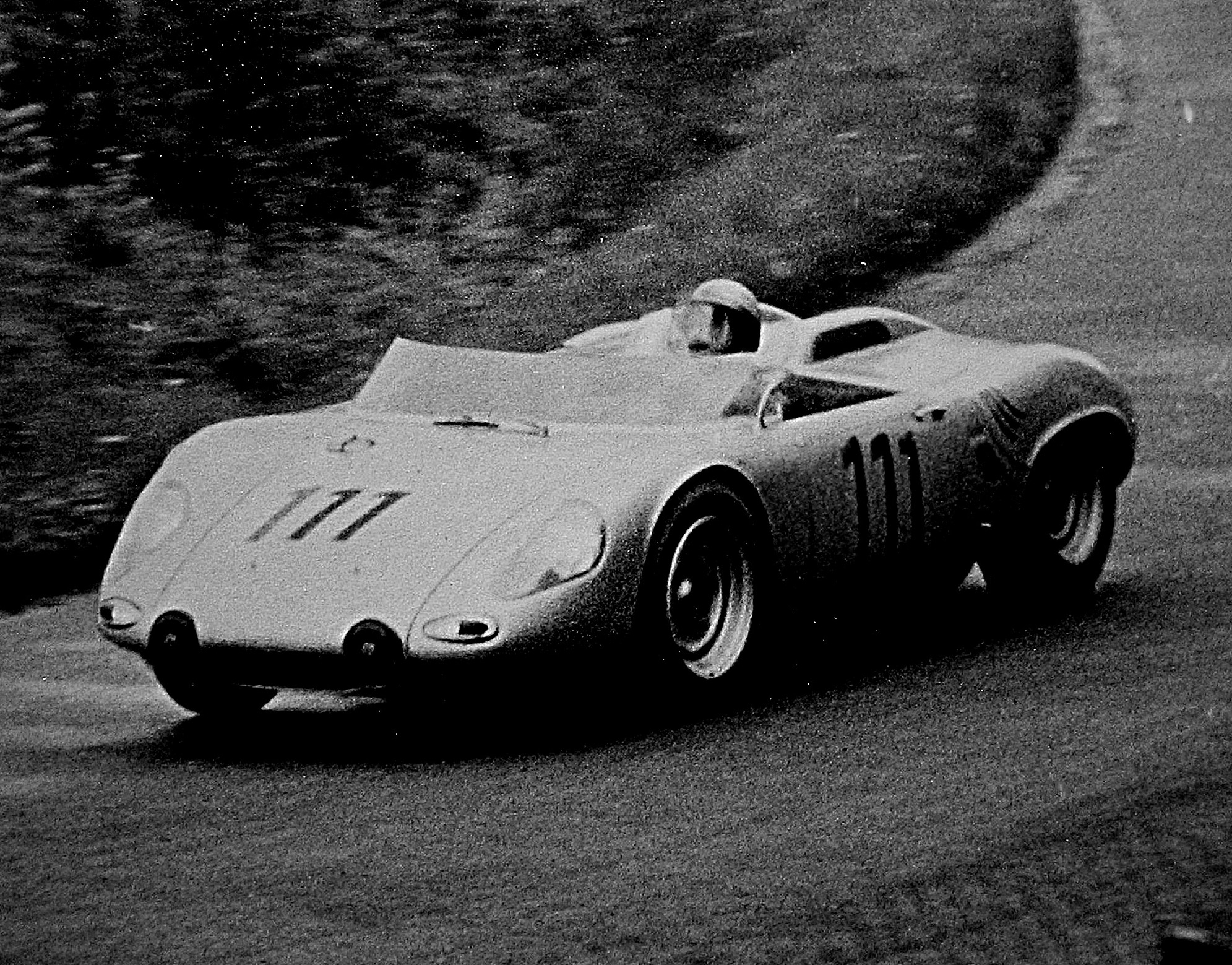
Porsche 718 W-RS Spyder beim 1000-km-Rennen 1962 auf dem Nürburgring
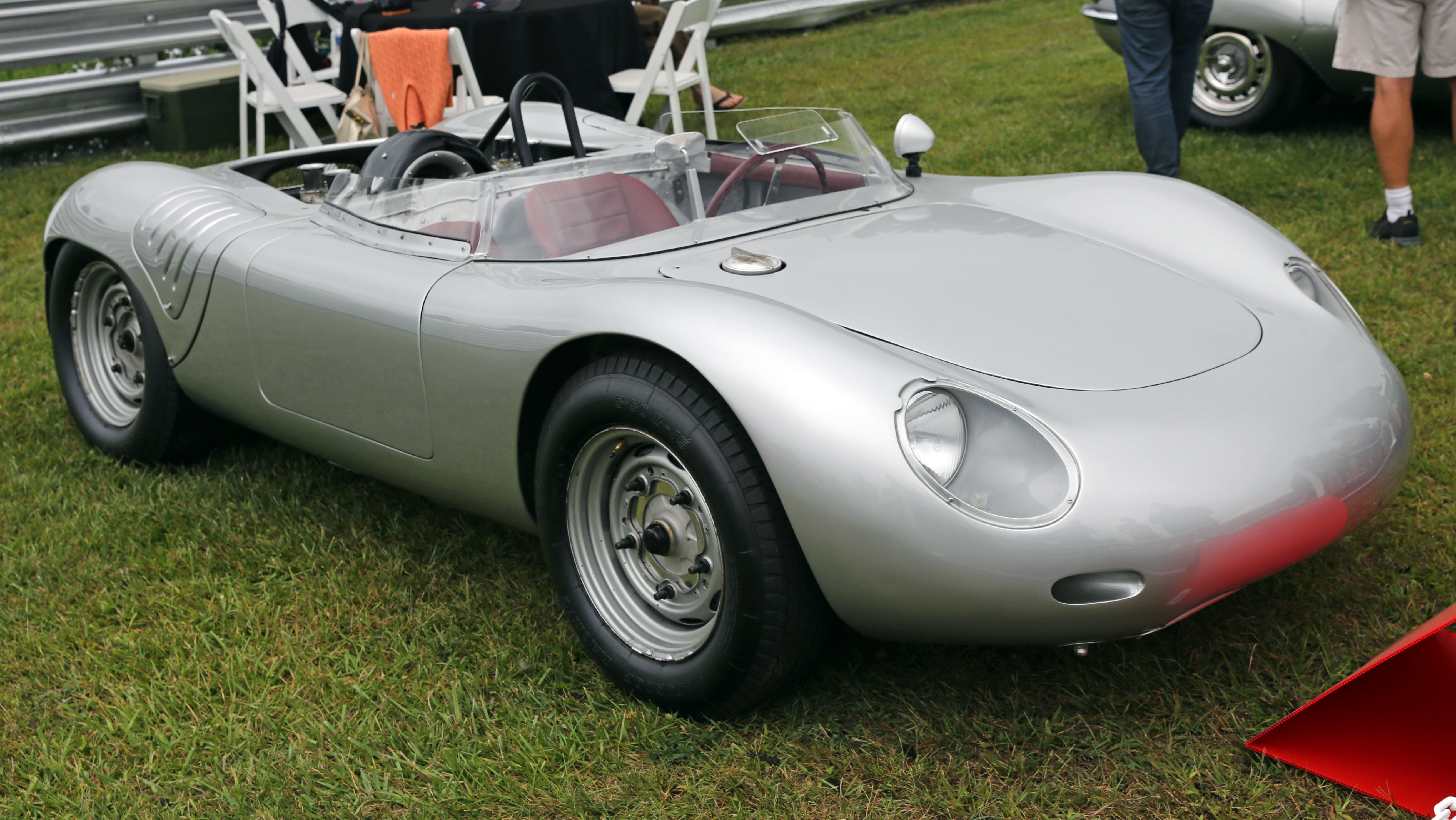
Porsche RSK Spyder

## Ergebnisse 1957 bis 1964
| Rennen                     | Rennen | Rennen     | Rennen                                 | Rennen     | Rennen   |
| Pos.                       | Nr.    | Team       | Fahrer                                 | Chassistyp | Motortyp |
| -------------------------- | ------ | ---------- | -------------------------------------- | ---------- | -------- |
| 1000-km-Rennen von Caracas |        |            |                                        |            |          |
| 5                          | 66     | Porsche KG | Fritz Huschke von Hanstein Edgar Barth | 718 RSK    | 1,6 l    |

| Rennen                  | Rennen | Rennen     | Rennen                     | Rennen     | Rennen   |
| Pos.                    | Nr.    | Team       | Fahrer                     | Chassistyp | Motortyp |
| ----------------------- | ------ | ---------- | -------------------------- | ---------- | -------- |
| Bergrennen Mont Ventoux |        |            |                            |            |          |
| 2                       | 43     | Porsche KG | Umberto Maglioli           | 718 RSK    | 1,5 l    |
| 3                       | 44     | Porsche KG | Edgar Barth                | 718 RSK    | 1,5 l    |
| Bergrennen Schauinsland |        |            |                            |            |          |
| 1                       | 62     | Porsche KG | Edgar Barth                | 718 RSK    | 1,5 l    |
| 2                       | 61     | Porsche KG | Umberto Maglioli           | 718 RSK    | 1,5 l    |
| Bergrennen Gaisberg     |        |            |                            |            |          |
| 3                       | 22     | Porsche KG | Richard von Frankenberg    | 718 RSK    | 1,6 l    |
| 5                       | 20     | Porsche KG | Fritz Huschke von Hanstein | 718 RSK    | 1,6 l    |
| Bergrennen Lenzerheide  |        |            |                            |            |          |
| 1                       | 138    | Porsche KG | Wolfgang von Trips         | 718 RSK    | 1,5 l    |
| 2                       | 142    | Porsche KG | Richard von Frankenberg    | 718 RSK    | 1,5 l    |
| Bergrennen San Bernardo |        |            |                            |            |          |
| 2                       |        | Porsche KG | Wolfgang von Trips         | 718 RSK    | 1,5 l    |
| 4                       |        | Porsche KG | Richard von Frankenberg    | 718 RSK    | 1,5 l    |
| Bergrennen Mont Parnes  |        |            |                            |            |          |
| 1                       |        | Porsche KG | Wolfgang von Trips         | 718 RSK    | 1,5 l    |
| 3                       |        | Porsche KG | Edgar Barth                | 718 RSK    | 1,5 l    |
| 4                       |        | Porsche KG | Richard von Frankenberg    | 718 RSK    | 1,5 l    |

| Rennen                             | Rennen | Rennen                     | Rennen                       | Rennen     | Rennen   |
| Pos.                               | Nr.    | Team                       | Fahrer                       | Chassistyp | Motortyp |
| ---------------------------------- | ------ | -------------------------- | ---------------------------- | ---------- | -------- |
| 1000-km-Rennen von Buenos Aires    |        |                            |                              |            |          |
| 3                                  | 48     | Fritz Huschke von Hanstein | Stirling Moss Jean Behra     | 718 RSK    | 1,6 l    |
| 12-Stunden-Rennen von Sebring      |        |                            |                              |            |          |
| 3                                  | 41     | Porsche KG                 | Harry Schell Wolfgang Seidel | 718 RSK    | 1,6 l    |
| Targa Florio                       |        |                            |                              |            |          |
| 2                                  | 68     | Porsche KG                 | Jean Behra Giorgio Scarlatti | 718 RSK    | 1,5 l    |
| 1000-km-Rennen auf dem Nürburgring |        |                            |                              |            |          |
| 7                                  | 21     | Porsche KG                 | Harry Schell Paul Frère      | 718 RSK    | 1,5 l    |
| 24-Stunden-Rennen von Le Mans      |        |                            |                              |            |          |
| 3                                  | 29     | Porsche KG                 | Jean Behra Hans Herrmann     | 718 RSK    | 1,6 l    |
| 4                                  | 31     | Porsche KG                 | Edgar Barth Paul Frère       | 718 RSK    | 1,5 l    |
| RAC Tourist Trophy                 |        |                            |                              |            |          |
| 4                                  | 21     | Porsche KG                 | Jean Behra Edgar Barth       | 718 RSK    | 1,5 l    |

| Rennen                    | Rennen | Rennen     | Rennen             | Rennen     | Rennen   |
| Pos.                      | Nr.    | Team       | Fahrer             | Chassistyp | Motortyp |
| ------------------------- | ------ | ---------- | ------------------ | ---------- | -------- |
| Bergrennen Mont Parnes    |        |            |                    |            |          |
| 1                         | 1      | Porsche KG | Wolfgang von Trips | 718 RSK    | 1,5 l    |
| 4                         | 3      | Porsche KG | Edgar Barth        | 718 RSK    | 1,5 l    |
| 6                         |        | Porsche KG | Umberto Maglioli   | 718 RSK    | 1,5 l    |
| Bergrennen Mont Ventoux   |        |            |                    |            |          |
| 1                         |        | Porsche KG | Jean Behra         | 718 RSK    | 1,5 l    |
| 2                         |        | Porsche KG | Wolfgang von Trips | 718 RSK    | 1,5 l    |
| 3                         |        | Porsche KG | Edgar Barth        | 718 RSK    | 1,5 l    |
| Bergrennen Trento Bondone |        |            |                    |            |          |
| 1                         |        | Porsche KG | Wolfgang von Trips | 718 RSK    | 1,5 l    |
| 4                         |        | Porsche KG | Edgar Barth        | 718 RSK    | 1,5 l    |
| Bergrennen Schauinsland   |        |            |                    |            |          |
| 2                         |        | Porsche KG | Jean Behra         | 718 RSK    | 1,5 l    |
| Bergrennen Gaisberg       |        |            |                    |            |          |
| 1                         |        | Porsche KG | Wolfgang von Trips | 718 RSK    | 1,5 l    |
| 4                         |        | Porsche KG | Edgar Barth        | 718 RSK    | 1,5 l    |
| 5                         |        | Porsche KG | Jean Behra         | 718 RSK    | 1,5 l    |
| Bergrennen Ollon-Villars  |        |            |                    |            |          |
| 1                         |        | Porsche KG | Edgar Barth        | 718 RSK    | 1,5 l    |
| 6                         |        | Porsche KG | Wolfgang von Trips | 718 RSK    | 1,5 l    |
| 11                        |        | Porsche KG | Jean Behra         | 718 RSK    | 1,5 l    |

| Rennen                             | Rennen | Rennen           | Rennen                         | Rennen     | Rennen   |
| Pos.                               | Nr.    | Team             | Fahrer                         | Chassistyp | Motortyp |
| ---------------------------------- | ------ | ---------------- | ------------------------------ | ---------- | -------- |
| 12-Stunden-Rennen von Sebring      |        |                  |                                |            |          |
| 3                                  | 31     | Porsche KG       | Wolfgang von Trips Jo Bonnier  | 718 RSK    | 1,6 l    |
| 4                                  | 34     | Cyrus L. Fulton  | Bob Holbert Don Sesslar        | 718 RSK    | 1,5 l    |
| 5                                  | 32     | Porsche KG       | John Fitch Edgar Barth         | 718 RSK    | 1,5 l    |
| 8                                  | 35     | Precision Motors | Jack McAfee Ken Miles          | 718 RSK    | 1,5 l    |
| 10                                 | 37     | Chester J. Flynn | Ernie Erickson Ed Hugus        | 718 RSK    | 1,5 l    |
| Targa Florio                       |        |                  |                                |            |          |
| 1                                  | 112    | Porsche KG       | Edgar Barth Wolfgang Seidel    | 718 RSK    | 1,5 l    |
| 1000-km-Rennen auf dem Nürburgring |        |                  |                                |            |          |
| 4                                  | 15     | Porsche KG       | Umberto Maglioli Hans Herrmann | 718 RSK    | 1,6 l    |
| 6                                  | 34     | Heini Walter     | Heini Walter Arthur Heuberger  | 718 RSK    | 1,5 l    |
| 7                                  | 26     | Porsche KG       | Wolfgang von Trips Jo Bonnier  | 718 RSK    | 1,5 l    |
| Tourist Trophy in Goodwood         |        |                  |                                |            |          |
| 2                                  | 22     | Porsche KG       | Wolfgang von Trips Jo Bonnier  | 718 RSK    | 1,6 l    |

| Rennen                    | Rennen | Rennen       | Rennen          | Rennen     | Rennen   |
| Pos.                      | Nr.    | Team         | Fahrer          | Chassistyp | Motortyp |
| ------------------------- | ------ | ------------ | --------------- | ---------- | -------- |
| Bergrennen Mont Ventoux   |        |              |                 |            |          |
| 1                         |        | Porsche KG   | Edgar Barth     | 718 RSK    | 1,5 l    |
| Bergrennen Trento Bondone |        |              |                 |            |          |
| 1                         |        | Porsche KG   | Edgar Barth     | 718 RSK    | 1,5 l    |
| 3                         |        | Porsche KG   | Wolfgang Seidel | 718 RSK    | 1,5 l    |
| Bergrennen Schauinsland   |        |              |                 |            |          |
| 1                         |        | Porsche KG   | Edgar Barth     | 718 RSK    | 1,5 l    |
| 2                         |        | Heini Walter | Heini Walter    | 718 RSK    | 1,5 l    |
| 3                         |        | Ernst Vogel  | Ernst Vogel     | 718 RSK    | 1,5 l    |
| 4                         |        | Porsche KG   | Wolfgang Seidel | 718 RSK    | 1,5 l    |
| Bergrennen Klosters Davos |        |              |                 |            |          |
| 1                         |        | Porsche KG   | Hans Herrmann   | 718 RSK    | 1,5 l    |
| 2                         |        | Ernst Vogel  | Ernst Vogel     | 718 RSK    | 1,5 l    |
| 3                         |        | Heini Walter | Heini Walter    | 718 RSK    | 1,5 l    |
| 4                         |        | Porsche KG   | Edgar Barth     | 718 RSK    | 1,5 l    |
| 5                         |        | Porsche KG   | Wolfgang Seidel | 718 RSK    | 1,5 l    |

| Rennen                             | Rennen | Rennen           | Rennen                                  | Rennen     | Rennen   |
| Pos.                               | Nr.    | Team             | Fahrer                                  | Chassistyp | Motortyp |
| ---------------------------------- | ------ | ---------------- | --------------------------------------- | ---------- | -------- |
| 1000-km-Rennen von Buenos Aires    |        |                  |                                         |            |          |
| 3                                  | 30     | Porsche KG       | Jo Bonnier Graham Hill                  | 718 RSK    | 1,6 l    |
| 5                                  | 42     |                  | Pedro von Döry Anton von Döry           | 718 RSK    | 1,6 l    |
| 6                                  | 36     |                  | Christian Goethals Curt Delfosse        | 718 RSK    | 1,6 l    |
| 7                                  | 34     | Porsche KG       | Maurice Trintignant Hans Herrmann       | 718 RSK    | 1,6 l    |
| 8                                  | 44     |                  | Hugo Maestretti Alberto Gómez           | 718 RSK    | 1,6 l    |
| 12-Stunden-Rennen von Sebring      |        |                  |                                         |            |          |
| 1                                  | 42     | Joakim Bonnier   | Hans Herrmann Olivier Gendebien         | 718 RS 60  | 1,6 l    |
| 2                                  | 44     | Brumos Porsche   | Bob Holbert Roy Schechter Howard Fowler | 718 RS 60  | 1,6 l    |
| Targa Florio                       |        |                  |                                         |            |          |
| 1                                  | 184    | Porsche KG       | Jo Bonnier Hans Herrmann                | 718 RS 60  | 1,6 l    |
| 3                                  | 176    | Joakim Bonnier   | Olivier Gendebien Hans Herrmann         | 718 RS 60  | 1,6 l    |
| 5                                  | 160    | Porsche KG       | Edgar Barth Graham Hill                 | 718 RSK    | 1,6 l    |
| 1000-km-Rennen auf dem Nürburgring |        |                  |                                         |            |          |
| 2                                  | 21     | Porsche KG       | Jo Bonnier Olivier Gendebien            | 718 RS 60  | 1,6 l    |
| 4                                  | 23     | Porsche KG       | Maurice Trintignant Hans Herrmann       | 718 RS 60  | 1,6 l    |
| 6                                  | 36     | Heini Walter     | Heini Walter Thomas Losinger            | 718 RSK    | 1,6 l    |
| 9                                  | 34     | Ian Frazer-Jones | Carel Godin de Beaufort Paul Frère      | 718 RS 60  | 1,6 l    |
| 24-Stunden-Rennen von Le Mans      |        |                  |                                         |            |          |
| 11                                 | 39     | Porsche KG       | Edgar Barth Wolfgang Seidel             | 718 RS 60  | 1,6 l    |

| Rennen                    | Rennen | Rennen            | Rennen            | Rennen     | Rennen   |
| Pos.                      | Nr.    | Team              | Fahrer            | Chassistyp | Motortyp |
| ------------------------- | ------ | ----------------- | ----------------- | ---------- | -------- |
| Bergrennen Mont Ventoux   |        |                   |                   |            |          |
| 2                         |        | Heini Walter      | Heini Walter      | 718 RSK    | 1,6 l    |
| 4                         |        | Sepp Greger       | Sepp Greger       | 718 RSK    | 1,6 l    |
| 7                         |        | Jean Lucienbonnet | Jean Lucienbonnet | 718 RSK    | 1,5 l    |
| Bergrennen Trento Bondone |        |                   |                   |            |          |
| 4                         |        | Sepp Greger       | Sepp Greger       | 718 RSK    | 1,6 l    |
| 6                         |        | Heini Walter      | Heini Walter      | 718 RSK    | 1,6 l    |
| Bergrennen Schauinsland   |        |                   |                   |            |          |
| 1                         |        | Heini Walter      | Heini Walter      | 718 RS 60  | 1,7 l    |
| 4                         |        | Sepp Greger       | Sepp Greger       | 718 RSK    | 1,6 l    |
| 6                         |        | Tommy Spychiger   | Tommy Spychiger   | 718 RS 60  | 1,7 l    |
| Bergrennen Ollon-Villars  |        |                   |                   |            |          |
| 1                         |        | Heini Walter      | Heini Walter      | 718 RS 60  | 1,7 l    |
| 3                         |        | Tommy Spychiger   | Tommy Spychiger   | 718 RS 60  | 1,5 l    |
| Bergrennen Gaisberg       |        |                   |                   |            |          |
| 1                         |        | Sepp Greger       | Sepp Greger       | 718 RSK    | 1,6 l    |
| 2                         |        | Heini Walter      | Heini Walter      | 718 RS 60  | 1,7 l    |

| Rennen                             | Rennen | Rennen                     | Rennen                                            | Rennen          | Rennen   |
| Pos.                               | Nr.    | Team                       | Fahrer                                            | Chassistyp      | Motortyp |
| ---------------------------------- | ------ | -------------------------- | ------------------------------------------------- | --------------- | -------- |
| 12-Stunden-Rennen von Sebring      |        |                            |                                                   |                 |          |
| 5                                  | 51     | Brumos Porsche             | Bob Holbert Roger Penske                          | 718 RS 61       | 1,6 l    |
| 7                                  | 47     | Bob Donner                 | Don Sesslar Bob Donner Ernie Erickson             | 718 RS 61       | 1,6 l    |
| 9                                  | 39     | Eglinton Caledonia Motors  | Peter Ryan Francis Bradley Ludwig Heimrath senior | 718 RS 61       | 1,6 l    |
| Targa Florio                       |        |                            |                                                   |                 |          |
| 2                                  | 134    | Porsche KG                 | Jo Bonnier Dan Gurney                             | 718 RS 61       | 1,6 l    |
| 3                                  | 132    | Porsche KG                 | Hans Herrmann Edgar Barth                         | 718 RS 61       | 1,6 l    |
| 1000-km-Rennen auf dem Nürburgring |        |                            |                                                   |                 |          |
| 10                                 | 21     | Porsche KG                 | Dan Gurney Jo Bonnier                             | 718 RS 61       | 1,6 l    |
| 24-Stunden-Rennen von Le Mans      |        |                            |                                                   |                 |          |
| 5                                  | 33     | Porsche System Engineering | Bob Holbert Masten Gregory                        | 718 RS 61       | 1,6 l    |
| 7                                  | 32     | Porsche System Engineering | Hans Herrmann Edgar Barth                         | 718 RS 61 Coupé | 1,6 l    |
| 4-Stunden-Rennen von Pescara       |        |                            |                                                   |                 |          |
| 2                                  | 14     | Porsche System Engineering | Karl Orthuber Edgar Barth                         | 718 RS 61       | 1,6 l    |

| Rennen                        | Rennen | Rennen           | Rennen           | Rennen     | Rennen   |
| Pos.                          | Nr.    | Team             | Fahrer           | Chassistyp | Motortyp |
| ----------------------------- | ------ | ---------------- | ---------------- | ---------- | -------- |
| Bergrennen Col de la Faucille |        |                  |                  |            |          |
| 1                             |        | Tommy Spychiger  | Tommy Spychiger  | 718 RS 60  | 1,6 l    |
| 2                             |        | Herrmann Müller  | Herrmann Müller  | 718 RSK    | 1,6 l    |
| 6                             |        | Heini Walter     | Heini Walter     | 718 RS 60  | 1,6 l    |
| Bergrennen Rossfeld           |        |                  |                  |            |          |
| 1                             |        | Heini Walter     | Heini Walter     | 718 RS 60  | 1,6 l    |
| 2                             |        | Tommy Spychiger  | Tommy Spychiger  | 718 RS 60  | 1,6 l    |
| 4                             |        | Sepp Greger      | Sepp Greger      | 718 RSK    | 1,6 l    |
| 5                             |        | Karl Orthuber    | Karl Orthuber    | 718 RS 60  | 1,6 l    |
| 6                             |        | Herrmann Müller  | Herrmann Müller  | 718 RSK    | 1,6 l    |
| 8                             |        | Franz Albert     | Franz Albert     | 718 RSK    | 1,5 l    |
| Bergrennen Mont Ventoux       |        |                  |                  |            |          |
| 1                             |        | Heini Walter     | Heini Walter     | 718 RS 61  | 1,6 l    |
| 4                             |        | Karl Orthuber    | Karl Orthuber    | 718 RS 60  | 1,6 l    |
| 6                             |        | Herrmann Müller  | Herrmann Müller  | 718 RSK    | 1,6 l    |
| 7                             |        | Régis Fraissinet | Régis Fraissinet | 718 RS 60  | 1,6 l    |
| 9                             |        | Sepp Greger      | Sepp Greger      | 718 RSK    | 1,6 l    |
| 10                            |        | Franz Albert     | Franz Albert     | 718 RSK    | 1,5 l    |
| 11                            |        | Gotfrid Köchert  | Gotfrid Köchert  | 718 RS 61  | 1,6 l    |
| 20                            |        | Patsy Burt       | Patsy Burt       | 718 RSK    | 1,5 l    |
| Bergrennen Trento Bondone     |        |                  |                  |            |          |
| 1                             |        | Sepp Greger      | Sepp Greger      | 718 RSK    | 1,6 l    |
| 3                             |        | Heini Walter     | Heini Walter     | 718 RS 60  | 1,6 l    |
| 4                             |        | Franz Albert     | Franz Albert     | 718 RSK    | 1,5 l    |
| 5                             |        | Karl Orthuber    | Karl Orthuber    | 718 RS 60  | 1,6 l    |
| 6                             |        | Herrmann Müller  | Herrmann Müller  | 718 RSK    | 1,6 l    |
| Bergrennen Schauinsland       |        |                  |                  |            |          |
| 1                             |        | Heini Walter     | Heini Walter     | 718 RS 60  | 1,6 l    |
| 3                             |        | Franz Albert     | Franz Albert     | 718 RSK    | 1,5 l    |
| 5                             |        | Herrmann Müller  | Herrmann Müller  | 718 RSK    | 1,6 l    |
| 6                             |        | Sepp Greger      | Sepp Greger      | 718 RSK    | 1,6 l    |
| Bergrennen Klosters Davos     |        |                  |                  |            |          |
| 2                             |        | Heini Walter     | Heini Walter     | 718 RS 60  | 1,6 l    |
| 3                             |        | Herrmann Müller  | Herrmann Müller  | 718 RSK    | 1,6 l    |
| 4                             |        | Tommy Spychiger  | Tommy Spychiger  | 718 RS 60  | 1,6 l    |
| 5                             |        | Sepp Greger      | Sepp Greger      | 718 RSK    | 1,6 l    |
| 6                             |        | Karl Orthuber    | Karl Orthuber    | 718 RS 60  | 1,6 l    |
| 8                             |        | Milivoj Božič    | Milivoj Božič    | 718 RSK    | 1,5 l    |
| Bergrennen Gaisberg           |        |                  |                  |            |          |
| 1                             |        | Sepp Greger      | Sepp Greger      | 718 RSK    | 1,6 l    |
| 2                             |        | Heini Walter     | Heini Walter     | 718 RS 60  | 1,6 l    |
| 4                             |        | Karl Orthuber    | Karl Orthuber    | 718 RS 60  | 1,6 l    |
| 5                             |        | Tommy Spychiger  | Tommy Spychiger  | 718 RS 60  | 1,6 l    |
| Bergrennen Pontedecimo-Giovi  |        |                  |                  |            |          |
| 3                             |        | Sepp Greger      | Sepp Greger      | 718 RSK    | 1,6 l    |
| 5                             |        | Tommy Spychiger  | Tommy Spychiger  | 718 RS 60  | 1,6 l    |
| 6                             |        | Karl Orthuber    | Karl Orthuber    | 718 RS 60  | 1,6 l    |

| Rennen                             | Rennen | Rennen                            | Rennen                                   | Rennen     | Rennen   |
| Pos.                               | Nr.    | Team                              | Fahrer                                   | Chassistyp | Motortyp |
| ---------------------------------- | ------ | --------------------------------- | ---------------------------------------- | ---------- | -------- |
| 3-Stunden-Rennen von Daytona       |        |                                   |                                          |            |          |
| 7                                  | 14     | Bob Holbert                       | Bob Holbert                              | 718 RSK    | 1,6 l    |
| 9                                  | 16     | Brumos Porsche                    | Chuck Cassel                             | 718 RS 61  | 1,6 l    |
| 10                                 | 99     | Herb Swan                         | Herb Swan                                | 718 RS 61  | 1,6 l    |
| 11                                 | 23     | Bob Donner                        | Bob Donner                               | 718 RS 61  | 1,6 l    |
| 14                                 | 6      | Peter DaCosta                     | Peter DaCosta                            | 718 RS 61  | 1,6 l    |
| 12-Stunden-Rennen von Sebring      |        |                                   |                                          |            |          |
| 3                                  | 59     | Porsche Imports                   | Bill Wuesthoff Frank Rand Bruce Jennings | 718 RS 60  | 1,6 l    |
| 26                                 | 46     | Eglinton Caledonia Motors         | Ludwig Heimrath senior Jerry Palivka     | 718 RSK    | 1,6 l    |
| Targa Florio                       |        |                                   |                                          |            |          |
| 3                                  | 108    | Scuderia SSS Republica di Venezia | Nino Vaccarella Jo Bonnier               | 718 GTR    | 2,0 l    |
| 1000-km-Rennen auf dem Nürburgring |        |                                   |                                          |            |          |
| 3                                  | 111    | Porsche System Engineering        | Graham Hill Hans Herrmann                | 718 W-RS   | 2,0 l    |
| 400-km-Rennen von Bridgehampton    |        |                                   |                                          |            |          |
| 4                                  | 78     | Charles Kurtz                     | Millard Ripley Charles Kurtz             | 718 RS 61  | 1,6 l    |
| 5                                  | 36     | David Schiff                      | David Schiff William Wonder              | 718 RS 60  | 1,6 l    |

| Rennen                        | Rennen | Rennen          | Rennen          | Rennen     | Rennen   |
| Pos.                          | Nr.    | Team            | Fahrer          | Chassistyp | Motortyp |
| ----------------------------- | ------ | --------------- | --------------- | ---------- | -------- |
| Bergrennen Col de la Faucille |        |                 |                 |            |          |
| 1                             |        | Heini Walter    | Heini Walter    | 718 RS 60  | 1,6 l    |
| 3                             |        | Sepp Greger     | Sepp Greger     | 718 RS 60  | 1,6 l    |
| 5                             |        | Herrmann Müller | Herrmann Müller | 718 RS 60  | 1,6 l    |
| Bergrennen Fornova            |        |                 |                 |            |          |
| 2                             |        | Heini Walter    | Heini Walter    | 718 RS 60  | 1,6 l    |
| 3                             |        | Sepp Greger     | Sepp Greger     | 718 RS 60  | 1,6 l    |
| 4                             |        | Herbert Müller  | Herbert Müller  | 718 RSK    | 1,6 l    |
| 5                             |        | Herrmann Müller | Herrmann Müller | 718 RS 60  | 1,6 l    |
| Bergrennen Mont Ventoux       |        |                 |                 |            |          |
| 2                             |        | Heini Walter    | Heini Walter    | 718 RS 60  | 1,6 l    |
| 3                             |        | Sepp Greger     | Sepp Greger     | 718 RS 60  | 1,6 l    |
| 4                             |        | Herrmann Müller | Herrmann Müller | 718 RS 60  | 1,6 l    |
| 5                             |        | Herbert Müller  | Herbert Müller  | 718 RSK    | 1,6 l    |
| Bergrennen Trento Bondone     |        |                 |                 |            |          |
| 2                             |        | Heini Walter    | Heini Walter    | 718 RS 60  | 1,6 l    |
| 4                             |        | Sepp Greger     | Sepp Greger     | 718 RS 60  | 1,6 l    |
| 5                             |        | Herrmann Müller | Herrmann Müller | 718 RS 60  | 1,6 l    |
| Bergrennen Schauinsland       |        |                 |                 |            |          |
| 2                             |        | Heini Walter    | Heini Walter    | 718 RS 60  | 1,6 l    |
| 3                             |        | Sepp Greger     | Sepp Greger     | 718 RS 60  | 1,6 l    |
| 6                             |        | Herrmann Müller | Herrmann Müller | 718 RS 60  | 1,6 l    |
| Bergrennen Ollon-Villars      |        |                 |                 |            |          |
| 1                             |        | Sepp Greger     | Sepp Greger     | 718 RS 60  | 1,6 l    |
| 3                             |        | Heini Walter    | Heini Walter    | 718 RS 60  | 1,6 l    |
| 4                             |        | Herrmann Müller | Herrmann Müller | 718 RS 60  | 1,6 l    |
| 6                             |        | Herbert Müller  | Herbert Müller  | 718 RSK    | 1,6 l    |
| Bergrennen Gaisberg           |        |                 |                 |            |          |
| 1                             |        | Sepp Greger     | Sepp Greger     | 718 RS 60  | 1,6 l    |
| 2                             |        | Herrmann Müller | Herrmann Müller | 718 RS 60  | 1,6 l    |
| 3                             |        | Heini Walter    | Heini Walter    | 718 RS 60  | 1,6 l    |
| 5                             |        | Herbert Müller  | Herbert Müller  | 718 RSK    | 1,6 l    |
| 6                             |        | Franz Albert    | Franz Albert    | 718 RSK    | 1,5 l    |

| Rennen                                | Rennen | Rennen                     | Rennen                              | Rennen     | Rennen   |
| Pos.                                  | Nr.    | Team                       | Fahrer                              | Chassistyp | Motortyp |
| ------------------------------------- | ------ | -------------------------- | ----------------------------------- | ---------- | -------- |
| Targa Florio                          |        |                            |                                     |            |          |
| 1                                     | 160    | Porsche System Engineering | Jo Bonnier Carlo-Maria Abate        | 718 GTR    | 2,0 l    |
| 7                                     | 156    | Porsche System Engineering | Umberto Maglioli Giancarlo Baghetti | 718 W-RS   | 2,0 l    |
| Bergrennen Rossfeld                   |        |                            |                                     |            |          |
| 7                                     | 26     | Sepp Greger                | Sepp Greger                         | 718 RS     | 1,6 l    |
| 10                                    | 18     | Scuderia Filipinetti       | Heini Walter                        | 718 RS     | 1,6 l    |
| 18                                    | 23     | Ecurie Biennoise           | Hermann Müller                      | 718 RS 61  | 1,6 l    |
| 24-Stunden-Rennen von Le Mans         |        |                            |                                     |            |          |
| 8                                     | 28     | Porsche System Engineering | Edgar Barth Herbert Linge           | 718 W-RS   | 2,0 l    |
| 3-Stunden-Rennen von Clermont-Ferrand |        |                            |                                     |            |          |
| 4                                     | 2      | Ecurie Biennoise           | Hermann Müller                      | 718 RS 61  | 1,6 l    |
| 7                                     | 10     | Régis Fraissinet           | Régis Fraissinet                    | 718 RS 60  | 1,6 l    |
| Bergrennen Schauinsland               |        |                            |                                     |            |          |
| 1                                     | 65     | Porsche System Engineering | Edgar Barth                         | 718 W-RS   | 2,0 l    |
| 3                                     | 66     | Scuderia Filipinetti       | Heini Walter                        | 718 RS     | 1,6 l    |
| 5                                     | 68     | Sepp Greger                | Sepp Greger                         | 718 RS     | 1,6 l    |
| Bergrennen Ollon-Villars              |        |                            |                                     |            |          |
| 1                                     | 147    | Porsche System Engineering | Edgar Barth                         | 718 W-RS   | 2,0 l    |
| 3                                     | 148    | Sepp Greger                | Sepp Greger                         | 718 RS     | 1,6 l    |

| Rennen                       | Rennen | Rennen                     | Rennen         | Rennen     | Rennen   |
| Pos.                         | Nr.    | Team                       | Fahrer         | Chassistyp | Motortyp |
| ---------------------------- | ------ | -------------------------- | -------------- | ---------- | -------- |
| Bergrennen Rossfeld          |        |                            |                |            |          |
| 7                            | 26     | Sepp Greger                | Sepp Greger    | 718 RS     | 1,6 l    |
| 10                           | 18     | Scuderia Filipinetti       | Heini Walter   | 718 RS     | 1,6 l    |
| 18                           | 23     | Ecurie Biennoise           | Hermann Müller | 718 RS 61  | 1,6 l    |
| Bergrennen Mont Ventoux      |        |                            |                |            |          |
| 1                            |        | Scuderia Filipinetti       | Heini Walter   | 718 RS     | 1,6 l    |
| 2                            |        | Sepp Greger                | Sepp Greger    | 718 RS     | 1,6 l    |
| 5                            |        | Ecurie Biennoise           | Hermann Müller | 718 RS 61  | 1,6 l    |
| Bergrennen Trento Bondone    |        |                            |                |            |          |
| 1                            |        | Porsche System Engineering | Edgar Barth    | 718 W-RS   | 2,0 l    |
| 4                            |        | Scuderia Filipinetti       | Heini Walter   | 718 RS     | 1,6 l    |
| 8                            |        | Sepp Greger                | Sepp Greger    | 718 RS     | 1,6 l    |
| 9                            |        | Ecurie Biennoise           | Hermann Müller | 718 RS 61  | 1,6 l    |
| Bergrennen Cesana Sestrieres |        |                            |                |            |          |
| 1                            |        | Porsche System Engineering | Edgar Barth    | 718 W-RS   | 2,0 l    |
| 2                            |        | Scuderia Filipinetti       | Heini Walter   | 718 RS     | 1,6 l    |
| 5                            |        | Sepp Greger                | Sepp Greger    | 718 RS     | 1,6 l    |
| Bergrennen Schauinsland      |        |                            |                |            |          |
| 1                            | 65     | Porsche System Engineering | Edgar Barth    | 718 W-RS   | 2,0 l    |
| 3                            | 66     | Scuderia Filipinetti       | Heini Walter   | 718 RS     | 1,6 l    |
| 5                            | 68     | Sepp Greger                | Sepp Greger    | 718 RS     | 1,6 l    |
| Bergrennen Ollon-Villars     |        |                            |                |            |          |
| 1                            | 147    | Porsche System Engineering | Edgar Barth    | 718 W-RS   | 2,0 l    |
| 3                            | 148    | Sepp Greger                | Sepp Greger    | 718 RS     | 1,6 l    |
| Bergrennen Gaisberg          |        |                            |                |            |          |
| 1                            |        | Porsche System Engineering | Edgar Barth    | 718 W-RS   | 2,0 l    |
| 3                            |        | Scuderia Filipinetti       | Heini Walter   | 718 RS     | 1,6 l    |
| 4                            |        | Sepp Greger                | Sepp Greger    | 718 RS     | 1,6 l    |
| 12                           |        | Josef Schörg               | Josef Schörg   | 718 RSK    | 1,6 l    |

| Rennen                                             | Rennen | Rennen                     | Rennen                    | Rennen     | Rennen   |
| Pos.                                               | Nr.    | Team                       | Fahrer                    | Chassistyp | Motortyp |
| -------------------------------------------------- | ------ | -------------------------- | ------------------------- | ---------- | -------- |
| 12-Stunden-Rennen von Sebring                      |        |                            |                           |            |          |
| 20                                                 | 41     | Porsche System Engineering | Edgar Barth Herbert Linge | 718 RS 61  | 2,0 l    |
| Bergrennen Schauinsland                            |        |                            |                           |            |          |
| 1                                                  | 100    | Porsche System Engineering | Edgar Barth               | 718 RS 61  | 2,0 l    |
| 25                                                 | 101    | Scuderia Filipinetti       | Joe Zuccatti              | 718 RS     | 1,6 l    |
| Bergrennen Sierra Montana                          |        |                            |                           |            |          |
| 26                                                 | 62     | Joe Zuccatti               | Joe Zuccatti              | 718 RS     | 1,6 l    |
| 500-km-Rennen von Bridgehampton – 2.0 Liter-Klasse |        |                            |                           |            |          |
| 4                                                  | 44     | Herb Wetanson              | Herb Wetanson             | 718 RSK    | 1,6 l    |

| Rennen                    | Rennen | Rennen                     | Rennen       | Rennen     | Rennen   |
| Pos.                      | Nr.    | Team                       | Fahrer       | Chassistyp | Motortyp |
| ------------------------- | ------ | -------------------------- | ------------ | ---------- | -------- |
| Bergrennen Schauinsland   |        |                            |              |            |          |
| 1                         | 100    | Porsche System Engineering | Edgar Barth  | 718 RS 61  | 2,0 l    |
| 25                        | 101    | Scuderia Filipinetti       | Joe Zuccatti | 718 RS     | 1,6 l    |
| Bergrennen Sierra Montana |        |                            |              |            |          |
| 26                        | 62     | Joe Zuccatti               | Joe Zuccatti | 718 RS     | 1,6 l    |

## Formel 2

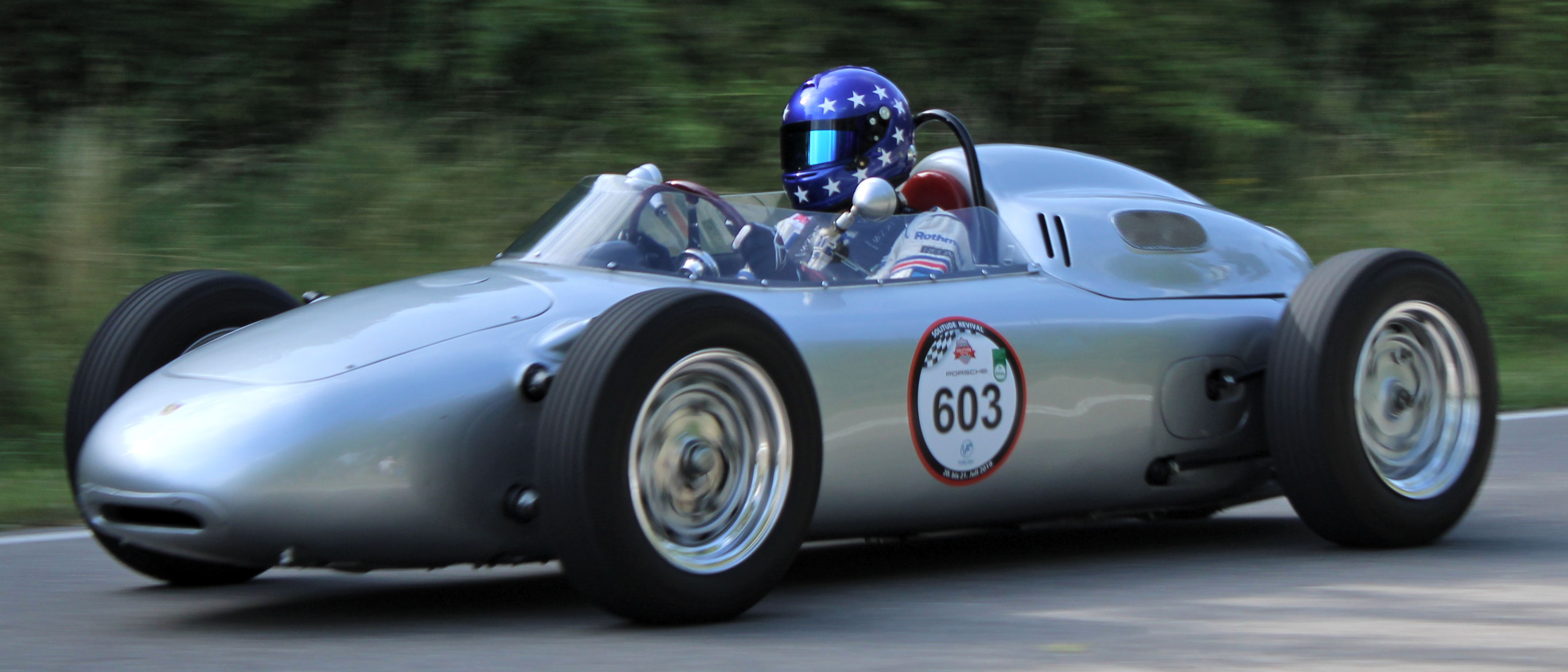
Porsche 718/2 F2-Rennwagen von 1960

Für Einsätze bei Formel-2-Rennen wurde der Zweisitzer zunächst 1958 zum „Mittellenker“ modifiziert, und daraus 1959 ein echter Monoposto mit offenstehenden Rädern.
Im Jahre 1960 setzte Rob Walker für Stirling Moss einen 718 bei F2-Rennen ein. Da Moss verletzt war, ersetzte ihn beim Großen Preis der Solitude in Stuttgart einer der für den Motorrad-Grand-Prix anwesenden Zweiradpiloten, der Brite John Surtees. Es gewann jedoch Wolfgang Graf Berghe von Trips auf dem Ferrari Dino, der im nächsten Jahr als Ferrari 156 in der F1 dominierte.
Den 1960 für F2 ausgeschriebenen Großen Preis von Deutschland auf der Nürburgring-Südschleife gewann Joakim Bonnier. Zudem trat man beim Großen Preis von Italien in Monza an, wo noch auf der Steilkurven-Variante gefahren wurde. Hans Herrmann erzielte mit dem 6. Platz einen WM-Punkt gegen die mit 2,5 Liter Hubraum wesentlich besser motorisierten F1-Ferrari. Die Engländer blieben aus Protest gegen die Sicherheit der Hochgeschwindigkeitsstrecke und die anstehende Regeländerung fern.

## Formel 1

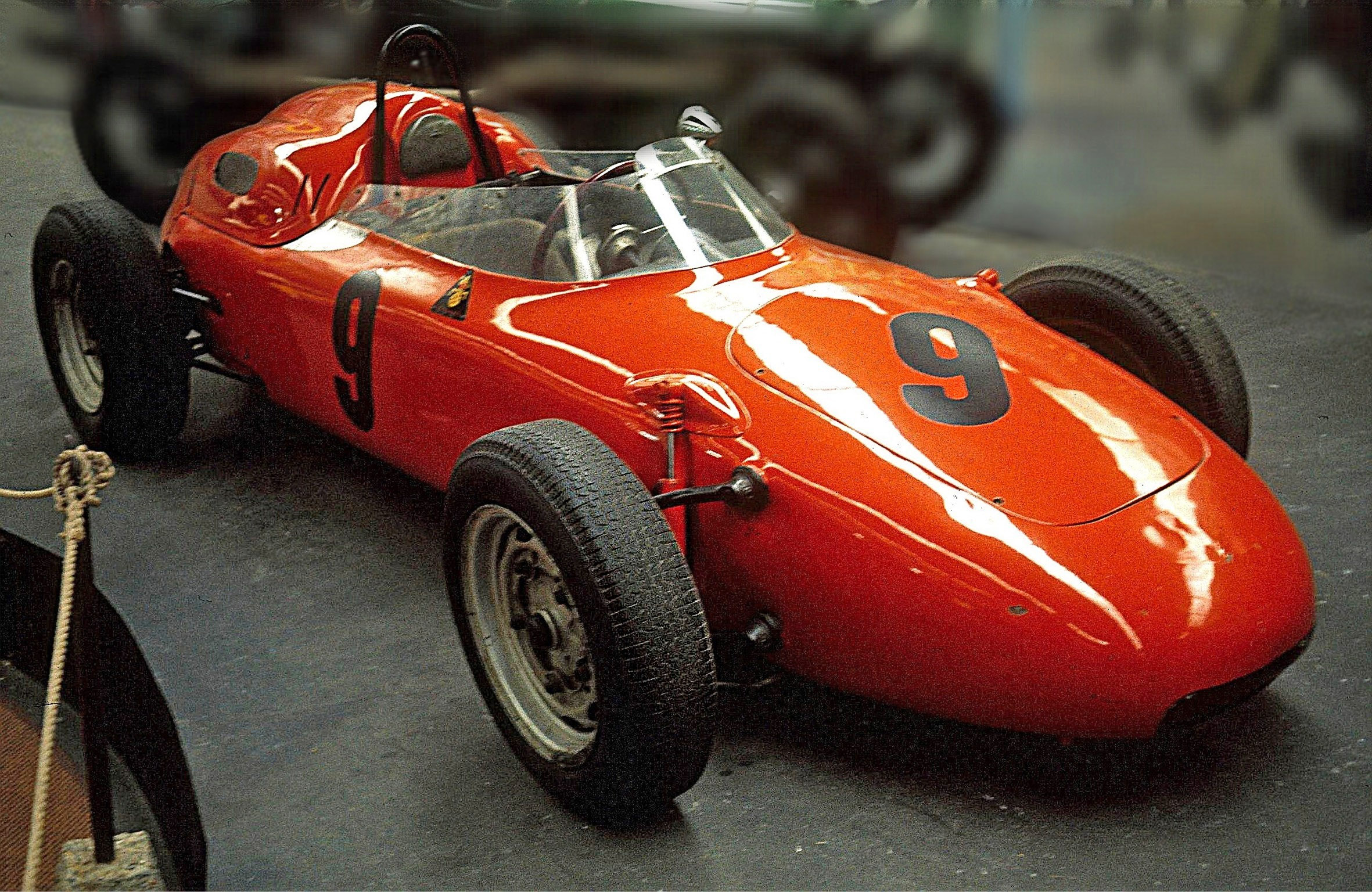
Porsche 718 von Carel Godin de Beaufort

Bedingt durch die Regeländerung ab 1961 wurde der 718 und später der Nachfolger Porsche 787 werksseitig in der F1 eingesetzt.
Man entwickelte zwar schon frühzeitig einen Achtzylinder, aber der Einsatz verzögerte sich immer wieder. In Zandvoort zeigte sich die Unterlegenheit der 718 und 787 in Sachen Fahrwerk und Motor drastisch. Dan Gurney mit 787 wurde überrundet und nur Zehnter im 15 Wagen kleinen Feld. Der Privatfahrer Carel Godin de Beaufort sowie Hans Herrmann mit einem enttäuschend schwachen Einspritzer-Motor des 718 waren mit 3 Runden Rückstand die Schlusslichter. Immerhin trug die Zuverlässigkeit der Porsche dazu bei, dass bei diesem Großen Preis der Niederlande alle gestarteten Wagen ins Ziel kamen, was in der F1 jahrzehntelang (bis 2005) einzigartig blieb.
In Spa-Francorchamps wurden anstatt der Einspritzung wieder auf Vergaser zurückgerüstet, worauf man Platz sechs und sieben belegte. Beim nächsten Rennen, das auf der schnellen Strecke von Reims stattfand, errang Porsche beinahe den ersten Sieg, aber den trug nach Ausfällen der Ferrari-Neuling Giancarlo Baghetti davon. Auch auf den heimischen Strecken Solitude (Sieger im nicht zur WM zählenden Lauf war Innes Ireland auf Lotus) und Nürburgring waren die Ergebnisse nicht zufriedenstellend. Ein überraschender Erfolg des 718 in der Formel 1 war Platz vier von Gerhard Mitter beim Großen Preis von Deutschland 1963.
Insgesamt erwies sich der 718 für die F1 als zu groß und zu schwach. Für die F1-Saison 1962 wurde deshalb der Porsche 804 entwickelt. Carel Godin de Beaufort setzte einen 718 weiterhin noch als Privatfahrer in der F1 ein; 1964 verunglückte er mit dem Wagen tödlich.
| Rennen                   | Rennen | Rennen                 | Rennen        | Rennen     | Rennen   |
| Pos.                     | Nr.    | Team                   | Fahrer        | Chassistyp | Motortyp |
| ------------------------ | ------ | ---------------------- | ------------- | ---------- | -------- |
| Großer Preis von Italien |        |                        |               |            |          |
| 6                        | 26     | Dr. Ing. F. Porsche KG | Hans Herrmann | 718        | 547/3    |
| 7                        | 24     | Dr. Ing. F. Porsche KG | Edgar Barth   | 718        | 547/3    |

| Rennen                          | Rennen | Rennen                     | Rennen                  | Rennen     | Rennen   |
| Pos.                            | Nr.    | Team                       | Fahrer                  | Chassistyp | Motortyp |
| ------------------------------- | ------ | -------------------------- | ----------------------- | ---------- | -------- |
| Großer Preis von Monaco         |        |                            |                         |            |          |
| 5                               | 4      | Porsche System Engineering | Dan Gurney              | 718        | 547/3    |
| 9                               | 6      | Porsche System Engineering | Hans Herrmann           | 718        | 547/3    |
| Großer Preis der Niederlande    |        |                            |                         |            |          |
| 14                              | 8      | Ecurie Maarsbergen         | Carel Godin de Beaufort | 718        | 547/3    |
| 15                              | 9      | Ecurie Maarsbergen         | Hans Herrmann           | 718        | 547/3    |
| Großer Preis von Belgien        |        |                            |                         |            |          |
| 6                               | 20     | Porsche System Engineering | Dan Gurney              | 718        | 547/3    |
| 7                               | 18     | Porsche System Engineering | Jo Bonnier              | 718        | 547/3    |
| 11                              | 22     | Ecurie Maarsbergen         | Carel Godin de Beaufort | 718        | 547/3    |
| Großer Preis von Frankreich     |        |                            |                         |            |          |
| 2                               | 12     | Porsche System Engineering | Dan Gurney              | 718        | 547/3    |
| 7                               | 10     | Porsche System Engineering | Jo Bonnier              | 718        | 547/3    |
| Großer Preis von Großbritannien |        |                            |                         |            |          |
| 5                               | 8      | Porsche System Engineering | Jo Bonnier              | 718        | 547/3    |
| 7                               | 10     | Porsche System Engineering | Dan Gurney              | 718        | 547/3    |
| 16                              | 56     | Ecurie Maarsbergen         | Carel Godin de Beaufort | 718        | 547/3    |
| Großer Preis von Deutschland    |        |                            |                         |            |          |
| 7                               | 9      | Porsche System Engineering | Dan Gurney              | 718        | 547/3    |
| 13                              | 11     | Porsche System Engineering | Hans Herrmann           | 718        | 547/3    |
| 14                              | 31     | Ecurie Maarsbergen         | Carel Godin de Beaufort | 718        | 547/3    |
| Großer Preis von Italien        |        |                            |                         |            |          |
| 2                               | 46     | Porsche System Engineering | Dan Gurney              | 718        | 547/3    |
| 7                               | 74     | Ecurie Maarsbergen         | Carel Godin de Beaufort | 718        | 547/3    |
| Großer Preis der USA            |        |                            |                         |            |          |
| 2                               | 12     | Porsche System Engineering | Dan Gurney              | 718        | 547/3    |
| 6                               | 11     | Porsche System Engineering | Jo Bonnier              | 718        | 547/3    |

| Rennen                          | Rennen | Rennen                     | Rennen                  | Rennen     | Rennen   |
| Pos.                            | Nr.    | Team                       | Fahrer                  | Chassistyp | Motortyp |
| ------------------------------- | ------ | -------------------------- | ----------------------- | ---------- | -------- |
| Großer Preis der Niederlande    |        |                            |                         |            |          |
| 6                               | 14     | Ecurie Maarsbergen         | Carel Godin de Beaufort | 718        | 547/3    |
| Großer Preis von Monaco         |        |                            |                         |            |          |
| 5                               | 2      | Porsche System Engineering | Jo Bonnier              | 718        | 547/3    |
| Großer Preis von Belgien        |        |                            |                         |            |          |
| 7                               | 7      | Ecurie Maarsbergen         | Carel Godin de Beaufort | 718        | 547/3    |
| Großer Preis von Frankreich     |        |                            |                         |            |          |
| 6                               | 38     | Ecurie Maarsbergen         | Carel Godin de Beaufort | 718        | 547/3    |
| Großer Preis von Großbritannien |        |                            |                         |            |          |
| 14                              | 54     | Ecurie Maarsbergen         | Carel Godin de Beaufort | 718        | 547/3    |
| Großer Preis von Deutschland    |        |                            |                         |            |          |
| 13                              | 18     | Ecurie Maarsbergen         | Carel Godin de Beaufort | 718        | 547/3    |
| 14                              | 32     | Heini Walter               | Heini Walter            | 718        | 547/3    |
| 15                              | 26     | Nino Vaccarella            | Nino Vaccarella         | 718        | 547/3    |
| Großer Preis von Italien        |        |                            |                         |            |          |
| 10                              | 32     | Ecurie Maarsbergen         | Carel Godin de Beaufort | 718        | 547/3    |
| Großer Preis von Südafrika      |        |                            |                         |            |          |
| 11                              | 15     | Ecurie Maarsbergen         | Carel Godin de Beaufort | 718        | 547/3    |

| Rennen                          | Rennen | Rennen             | Rennen                  | Rennen     | Rennen   |
| Pos.                            | Nr.    | Team               | Fahrer                  | Chassistyp | Motortyp |
| ------------------------------- | ------ | ------------------ | ----------------------- | ---------- | -------- |
| Großer Preis von Belgien        |        |                    |                         |            |          |
| 6                               | 29     | Ecurie Maarsbergen | Carel Godin de Beaufort | 718        | 547/3    |
| Großer Preis der Niederlande    |        |                    |                         |            |          |
| 9                               | 32     | Ecurie Maarsbergen | Carel Godin de Beaufort | 718        | 547/3    |
| Großer Preis von Großbritannien |        |                    |                         |            |          |
| 10                              | 23     | Ecurie Maarsbergen | Carel Godin de Beaufort | 718        | 547/3    |
| Großer Preis von Deutschland    |        |                    |                         |            |          |
| 4                               | 26     | Ecurie Maarsbergen | Gerhard Mitter          | 718        | 547/3    |
| Großer Preis der USA            |        |                    |                         |            |          |
| 6                               | 12     | Ecurie Maarsbergen | Carel Godin de Beaufort | 718        | 547/3    |
| Großer Preis von Mexiko         |        |                    |                         |            |          |
| 10                              | 12     | Ecurie Maarsbergen | Carel Godin de Beaufort | 718        | 547/3    |
| Großer Preis von Südafrika      |        |                    |                         |            |          |
| 10                              | 14     | Ecurie Maarsbergen | Carel Godin de Beaufort | 718        | 547/3    |

## Technische Daten
Der Porsche 718 wurde in dem Zeitraum von 1957 bis 1962 gebaut. Obwohl er als Rennwagen konstruiert wurde, konnte er auch für den öffentlichen Straßenverkehr zugelassen werden. Dies traf für die Formel-2- und Formel-1-Versionen natürlich nicht mehr zu.
| Porsche 718:               | 718/1500 RSK Spyder (1957)                                                            | 718/1600 RSK Spyder (1958 und 1959)                                                   | 718/2 Monoposto (1959)                                                                | 718 RS 60 Spyder (1960)                                                               | 718 RS 61 Spyder (1961)                                                               | 718 RS 61 Spyder (1962)                                                               | 718 W-RS Spyder (1961)                                   | 718 GTR Coupé (1962)                                     |
| -------------------------- | ------------------------------------------------------------------------------------- | ------------------------------------------------------------------------------------- | ------------------------------------------------------------------------------------- | ------------------------------------------------------------------------------------- | ------------------------------------------------------------------------------------- | ------------------------------------------------------------------------------------- | -------------------------------------------------------- | -------------------------------------------------------- |
| Motor:                     | 4-Zylinder-Boxermotor (Viertakt)                                                      | 4-Zylinder-Boxermotor (Viertakt)                                                      | 4-Zylinder-Boxermotor (Viertakt)                                                      | 4-Zylinder-Boxermotor (Viertakt)                                                      | 4-Zylinder-Boxermotor (Viertakt)                                                      | 8-Zylinder-Boxermotor (Viertakt)                                                      | 8-Zylinder-Boxermotor (Viertakt)                         | 8-Zylinder-Boxermotor (Viertakt)                         |
| Hubraum:                   | 1498 cm³                                                                              | 1587 cm³                                                                              | 1498 cm³                                                                              | 1587 cm³                                                                              | 1587 cm³                                                                              | 1981 cm³                                                                              | 1981 cm³                                                 | 1981 cm³                                                 |
| Bohrung × Hub:             | 85,0 × 66,0 mm                                                                        | 87,5 × 66,0 mm                                                                        | 85,0 × 66,0 mm                                                                        | 87,5 × 66,0 mm                                                                        | 87,5 × 66,0 mm                                                                        | 76,0 × 54,6 mm                                                                        | 76,0 × 54,6 mm                                           | 76,0 × 54,6 mm                                           |
| Leistung bei 1/min:        | 105 kW (142 PS) bei 7500 109 kW (148 PS) bei 8000                                     | 118 kW (160 PS) bei 7800                                                              | 110 kW (150 PS) bei 8000                                                              | 118 kW (160 PS) bei 7800                                                              | 118 kW (160 PS) bei 7800                                                              | 154 kW (210 PS) bei 8400                                                              | 176 kW (240 PS) bei 8700                                 | 154 kW (210 PS) bei 8400                                 |
| Max. Drehmoment bei 1/min: | 146 Nm bei 6300                                                                       | 147 Nm bei 7000                                                                       | 147 Nm bei 6500                                                                       | 147 Nm bei 7000                                                                       | 147 Nm bei 7000                                                                       | 192 Nm bei 6600                                                                       | 205 Nm bei 6700                                          | 192 Nm bei 6600                                          |
| Verdichtung:               | 9,8 : 1                                                                               | 9,8 : 1                                                                               | 10,0 : 1                                                                              | 9,8 : 1                                                                               | 9,8 : 1                                                                               | 10,0 : 1                                                                              | 10,2 : 1                                                 | 10,0 : 1                                                 |
| Ventilsteuerung:           | je zwei obenliegende Nockenwellen, Königswellensteuerung                              | je zwei obenliegende Nockenwellen, Königswellensteuerung                              | je zwei obenliegende Nockenwellen, Königswellensteuerung                              | je zwei obenliegende Nockenwellen, Königswellensteuerung                              | je zwei obenliegende Nockenwellen, Königswellensteuerung                              | je zwei obenliegende Nockenwellen, Königswellensteuerung                              | je zwei obenliegende Nockenwellen, Königswellensteuerung | je zwei obenliegende Nockenwellen, Königswellensteuerung |
| Kühlung:                   | Luftkühlung (Gebläse)                                                                 | Luftkühlung (Gebläse)                                                                 | Luftkühlung (Gebläse)                                                                 | Luftkühlung (Gebläse)                                                                 | Luftkühlung (Gebläse)                                                                 | Luftkühlung (Gebläse)                                                                 | Luftkühlung (Gebläse)                                    | Luftkühlung (Gebläse)                                    |
| Getriebe:                  | 5-Gang-Getriebe (beim 718/2: 4-Gang-Getriebe) und Sperrdifferenzial; Hinterradantrieb | 5-Gang-Getriebe (beim 718/2: 4-Gang-Getriebe) und Sperrdifferenzial; Hinterradantrieb | 5-Gang-Getriebe (beim 718/2: 4-Gang-Getriebe) und Sperrdifferenzial; Hinterradantrieb | 5-Gang-Getriebe (beim 718/2: 4-Gang-Getriebe) und Sperrdifferenzial; Hinterradantrieb | 5-Gang-Getriebe (beim 718/2: 4-Gang-Getriebe) und Sperrdifferenzial; Hinterradantrieb | 5-Gang-Getriebe (beim 718/2: 4-Gang-Getriebe) und Sperrdifferenzial; Hinterradantrieb | 6-Gang-Getriebe und Sperrdifferenzial; Hinterradantrieb  | 6-Gang-Getriebe und Sperrdifferenzial; Hinterradantrieb  |
| Bremsen:                   | Trommelbremsen                                                                        | Trommelbremsen                                                                        | Zweikreis-Trommelbremsen                                                              | Zweikreis-Trommelbremsen                                                              | Zweikreis-Trommelbremsen                                                              | Zweikreis-Trommelbremsen                                                              | Scheibenbremsen                                          | Zweikreis-Scheibenbremsen                                |
| Radaufhängung vorn:        | Kurbellängslenker                                                                     | Kurbellängslenker                                                                     | Kurbellängslenker                                                                     | Kurbellängslenker                                                                     | Kurbellängslenker                                                                     | Kurbellängslenker                                                                     | Kurbellängslenker                                        | Kurbellängslenker                                        |
| Radaufhängung hinten:      | schrägliegende Doppel-Dreieckslenker                                                  | schrägliegende Doppel-Dreieckslenker                                                  | schrägliegende Doppel-Dreieckslenker                                                  | schrägliegende Doppel-Dreieckslenker                                                  | schrägliegende Doppel-Dreieckslenker                                                  | schrägliegende Doppel-Dreieckslenker                                                  | schrägliegende Doppel-Dreieckslenker                     | schrägliegende Doppel-Dreieckslenker                     |
| Federung vorn:             | Drehstabfedern                                                                        | Drehstabfedern                                                                        | Vierkant-Drehstabfedern                                                               | Vierkant-Drehstabfedern                                                               | Vierkant-Drehstabfedern                                                               | Vierkant-Drehstabfedern                                                               | Vierkant-Drehstabfedern                                  | Vierkant-Drehstabfedern                                  |
| Federung hinten:           | Schraubenfedern, Stoßdämpfer                                                          | Schraubenfedern, Stoßdämpfer                                                          | Schraubenfedern, doppelwirkende Stoßdämpfer                                           | Schraubenfedern, doppelwirkende Stoßdämpfer                                           | Schraubenfedern, doppelwirkende Stoßdämpfer                                           | Schraubenfedern, doppelwirkende Stoßdämpfer                                           | Schraubenfedern, doppelwirkende Stoßdämpfer              | Schraubenfedern, doppelwirkende Stoßdämpfer              |
| Karosserie:                | Aluminiumkarosserie mit Gitterrohrrahmen                                              | Aluminiumkarosserie mit Gitterrohrrahmen                                              | Aluminiumkarosserie mit Gitterrohrrahmen                                              | Aluminiumkarosserie mit Gitterrohrrahmen                                              | Aluminiumkarosserie mit Gitterrohrrahmen                                              | Aluminiumkarosserie mit Gitterrohrrahmen                                              | Aluminiumkarosserie mit Gitterrohrrahmen                 | Aluminiumkarosserie mit Gitterrohrrahmen                 |
| Spurweite vorn/hinten:     | 1290/1250 mm                                                                          | 1290/1250 mm                                                                          | 1300/1290 mm                                                                          | 1290/1250 mm                                                                          | 1290/1250 mm                                                                          | 1290/1250 mm                                                                          | 1300/1280 mm                                             | 1300/1280 mm                                             |
| Radstand:                  | 2100 mm                                                                               | 2100 mm                                                                               | 2200 mm                                                                               | 2200 mm                                                                               | 2300 mm                                                                               | 2300 mm                                                                               | 2335 mm                                                  | 2335 mm                                                  |
| Reifen/Felgen:             | VA: 5.00-16 HA: 5.25-16; 5.50-16                                                      | VA: 5.00-16 HA: 5.25-16; 5.50-16                                                      | VA: 5.50-15R HA: 6.00-15R                                                             | VA: 5.50-15R HA: 5.90-15R; 6.00-15R                                                   | VA: 5.50-15R HA: 5.90-15R; 6.00-15R                                                   | VA: 5.50-15R HA: 5.90-15R; 6.00-15R                                                   | VA: 5.50-15R HA: 6.50-15R                                | VA: 5.50-15R HA: 6.50-15R                                |
| Maße L × B × H:            | 3600 × 1510 × 880 mm                                                                  | 3600 × 1510 × 880 mm                                                                  | 3350 × 1520 × 900 mm                                                                  | 3700 × 1510 × 980 mm                                                                  | 4020 × 1510 × 980 mm                                                                  | 4020 × 1510 × 980 mm                                                                  | 4020 × 1550 × 930 mm                                     | 4020 × 1550 × ? mm                                       |
| Leergewicht:               | 530 kg                                                                                | 530 kg                                                                                | 456 kg                                                                                | 548 kg                                                                                | 548 kg                                                                                |                                                                                       | 684 kg                                                   | 670 kg                                                   |
| Höchstgeschwindigkeit:     | 260 km/h                                                                              | 260 km/h                                                                              | 250 km/h                                                                              | 260 km/h                                                                              | 260 km/h                                                                              | 260 km/h                                                                              | 260 km/h                                                 | 260 km/h                                                 |